# 称心
称心（620年代—639年），唐朝初年太常寺的樂人，皇太子李承乾的情人。
新旧两《唐书》、《资治通鉴》记载，称心年十余岁，美姿容，善歌舞，太子李承乾深为嬖爱。道士秦英、韦灵符、朱灵感等以“左道”，也得以亲幸太子。唐太宗听说后，大怒，将称心、秦英、韦灵符等人全部处死，连坐被斩首有数人。唐太宗大加斥责太子李承乾。太子认为是有夺嫡之心的魏王李泰告发，并思念称心不已，在东宫中修了一个小屋，立称心的像，早晚祭奠，树立称心的坟墓，日日在墓前徘徊，痛哭流涕，追赠称心官爵，树立石碑。数月不肯朝见，父子愈加关系恶化。
佛教史料《续高僧传》等记载，称心实际是受道士秦英与僧人法琳等的佛教之争牵连而死，官方史书未记载其生逝年或受诛的具体经过，在佛教史料中却有更具体的记载。而秦英被处死并牵连数人受诛（包括称心）发生于贞观十三年（639年）冬，所以称心的死亡时间是有具体记载的，且可由死时十几岁推断称心大概率出生于620年代（即620~629年）。